# Sainte-Agathe-la-Bouteresse
Sainte-Agathe-la-Bouteresse település Franciaországban, Loire megyében. Lakosainak száma 1052 fő (2022. január 1.). Sainte-Agathe-la-Bouteresse Arthun, Boën-sur-Lignon, Montverdun, Saint-Étienne-le-Molard, Sainte-Foy-Saint-Sulpice és Trelins községekkel határos.

## Népesség
A település népessége az elmúlt években az alábbi módon változott:
| Lakosok száma | 757  | 831  | 846  | 856  | 1061 | 1023 | 1023 | 1045 | 1044 | 1052 |
|               | 1968 | 1982 | 1990 | 2006 | 2013 | 2015 | 2017 | 2019 | 2020 | 2022 |